# Luitpold Dorn

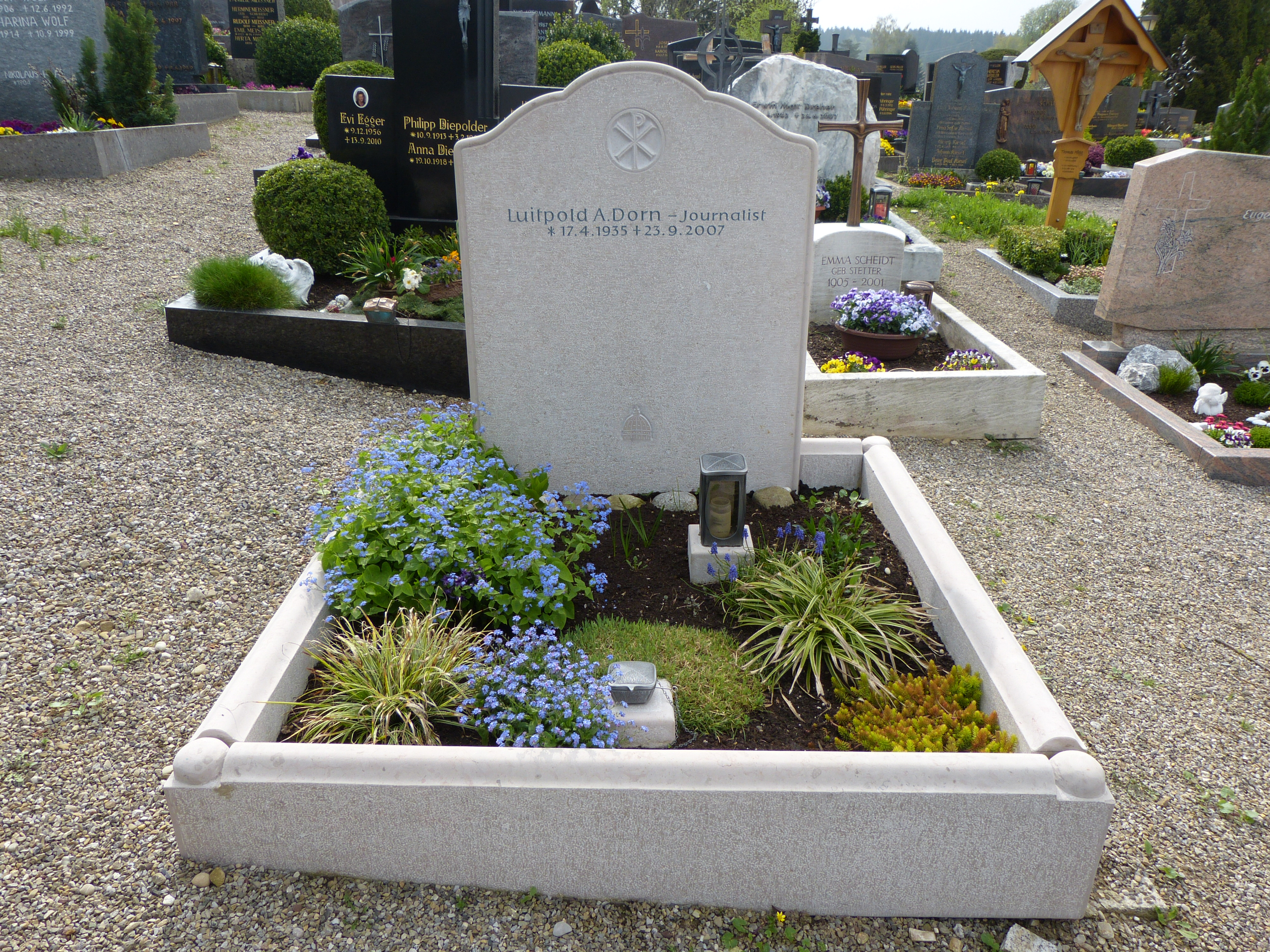
Grab von Luitpold Dorn (Mai 2013)

Luitpold Adolf Dorn (* 17. April 1935 in Grönenbach-Ittelsburg; † 23. September 2007 in Bad Grönenbach) war ein deutscher Journalist und Autor.

## Leben
Luitpold Dorn studierte nach dem Besuch eines Bendediktinerinternates in Kempten Philosophie und Theologie an der Katholischen Universität Eichstätt und der Friedrich-Alexander-Universität Erlangen. Nach seinem Studium war er als Auslandsredakteur der Katholischen Nachrichten-Agentur (kna) tätig.
Er war 1962 Beauftragter der Deutschen Bischofskonferenz zur Berichterstattung über das Zweite Vatikanische Konzil. Von 1962 bis 1981 war Dorn Leiter des Gemeinschaftsbüros der deutschsprachigen katholischen Nachrichtenagenturen Centrum Informationis Catholicum (CIC) in Rom und baute die internationale Zusammenarbeit für das CIC auf.
Von 1981 bis 1983 war er Präsident der internationalen Vereinigung der Vatikanjournalisten. Zudem war Dorn über zehn Jahre lang Vatikankorrespondent des ZDF.
Dorn begleitete die Päpste Johannes XXIII., Paul VI. und Johannes Paul II. auf zahlreichen Reisen. Er galt als ausgesprochener „Vatikan-Kenner“ und war freundschaftlich verbunden mit Paul VI. und Johannes Paul II. Er publizierte mehrere Bücher über das Papsttum und den Vatikan.
Er war seit 1956 Mitglied der katholischen Studentenverbindung K.D.St.V. Gothia Erlangen im CV.

## Schriften
- Grönenbach – Ein Wegweiser durch den Ort und seine Geschichte, Kurverwaltung Grönenbach, 1954
- Tagebuch des Konzils. Die Arbeit der 2. Session, Johann Michael Sailer Verlag 1964, zusammen mit Wolfgang Seibel
- Tagebuch des Konzils. Die Arbeit der 3. Session, Johann Michael Sailer Verlag 1965
- Tagebuch des Konzils. Die Arbeit der 4. Session, Johann Michael Sailer Verlag 1966
- Anekdoten um Papst Paul VI., Bechtle 1968
- Der Papst und seine Botschaft: Das Geheimnis Wojtyla, Christiana Verlag 1983, ISBN 3-7171-0838-7
- Begegnungen in der Schweiz: Der Papst im Land der Eidgenossen / 12. bis 17. Juni 1984, Christiana Verlag 2. Auflage 1984, ISBN 3-7171-0860-3
- Was will der Papst bei uns?, Christiana Verlag 1986, ISBN 3-7171-0833-6
- Johannes XXIII. Auf ihn berufen sich alle, Styria, Graz u. a. 1986, ISBN 3-222-11671-7
- Der Papst und die Kurie – Wie eine Weltkirche regiert wird., Herder, Freiburg u. a. 1988, ISBN 3-451-08637-9
- Paul VI. Der einsame Reformer, Verlag Styria, Graz 1989, ISBN 3-222-11808-6
- mit Josef A. Slominski, Bernhard Hülsebusch: Die großen Päpste, St. Benno-Verlag, Leipzig 2005, ISBN 3-7462-1878-0